# Hoofdreeksster type O

De belangrijkste spectraalklassen van hoofdreekssterren, van koel (links) naar heet (rechts).

Een hoofdreeksster type O is een tot de hoofdreeks behorende ster, waarin waterstof in de sterkern fuseert, met spectraalklasse O en lichtkrachtklasse V. Deze sterren bevatten tussen 15 en 90 maal de massa van de Zon met een oppervlaktetemperatuur tussen 30.000 en 52.000 K. Ze zijn tussen 40.000 en 1.000.000 maal zo lichtsterk als de Zon (L☉). Deze sterren zijn zeldzaam, naar schatting zijn maar 20.000 exemplaren van de 200 miljard sterren in de Melkweg een type O hoofdreeksster. Dat is één op de tien miljoen.

## De standaard sterren voor type O

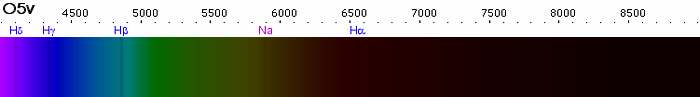
Spectrum van een O5V ster.

Aan het begin van de 20e eeuw, toen de MK-classificatie werd ontworpen, waren de sterren 15 Monocerotis (O7 V) en 10 Lacertae (O9 V) bepalend voor het afbakenen van de type O hoofdreeksster. Dit is sindsdien niet meer veranderd.
In de Morgan-Keenan-Kellerman (MKK) "Yerkes" atlas uit 1943 stonden type O voor het afbakenen van het type tussen O5 en O9, met alleen gedeelde lichtkrachtklassen voor de O9 typen. De twee MKK O9 V standaarden waren Nair al Saif en 10 Lacertae. De herziene Yerkes standaarden (MK), in 1953 gepresenteerd in Johnson & Morgan, hadden geen veranderingen voor de O5 tot O8 typen en gaven vijf O9V standaarden: (HD 46202, HD 52266, HD 57682, 14 Cephei en 10 Lacertae) en 3 O9,5 V standaarden: (HD 34078, Sigma Orionis, Zeta Ophiuchi). In 1973 kwam er een belangrijke revisie van spectraalklasse door Morgan & Keenan met herziene standaarden voor O4 tot O7, met wederom geen halve waarden in de standaarden van lichtkracht klassen. In deze herziene versie waren de scherpe standaarden voor O9 V 10 Lacertae en voor O9,5 V werd het Sigma Orionis.
Type O sterren met een hetere onderklasse dan O5 werden niet met standaarden gedefinieerd tot de jaren 70 van de twintigste eeuw. De spectraal atlas van Morgan, Abt & Tapscott uit 1978 gaf de volgende reeks sterren als de type O hoofdreeksster standaarden: HD 46223 (O4 V), HD 46150 (O5 V), HD 199579 (O6 V), HD 47839 (O7 V), HD 46149 (O8 V), en HD 46202 (O9 V). In 1990 brachten Walborn & Fitzpatrick de eerste digitale atlas uit van spectra van type OB sterren, sterren uit een sterassociatie, met daarbij inbegrepen een hoofdreeks standaard voor O3 V, (HDE 303308). Spectraalklasse O2 werd vastgesteld in Walborn et al. in 2002 met de ster BI 253, die vanaf toen dienst doet als de standaard voor de O2 V klasse. Ze herzagen de definitie van ster HDE 303308, nu als een standaard voor O4 V. De nieuwe O3 V standaarden werden toen HD 64568 en LH 10-3058.

## Eigenschappen
Dit zijn zeldzame hemellichamen; naar schatting zijn er niet meer dan 20.000 type O hoofdreekssterren in de gehele Melkweg, ongeveer 1 op de 10.000.000 stuks. Type O hoofdreekssterren hebben een massa tussen 15 en 90 zonsmassa met een oppervlaktetemperatuur tussen 30.000 en 50.000 K. De bolometrische lichtkracht, de totale uitgestraalde energie, ligt tussen 30.000 en 1.000.000 maal die van de zon (L☉). De straal van deze ster blijft bescheiden met 10 (R☉) maal zo groot als de zon. De absolute magnitude, de lichtkracht op bepaalde golflengten, strekt van ongeveer -4, 3.400 maal zo sterk als de Zon, tot zo'n -5,8, wat 18.000 keer zo sterk is als onze Zon.  
Type O hoofdreekssterren zijn erg jonge sterren, niet meer dan slechts een paar miljoen jaar oud. In ons sterrenstelsel hebben ze allemaal een hoog metaalgehalte, ongeveer twee keer zo hoog als de Zon. De type O hoofdreekssterren in de Grote Magelhaense Wolk, met een lager metaalgehalte, hebben een stuk hogere temperaturen, waarvoor de meest voor de hand liggende oorzaak minder massaverlies is. De krachtigste type O hoofdreekssterren hebben een snelheid 
van massaverlies van meer dan een miljoenste zonnemassa per jaar. De zwakste O typen daarentegen verliezen vele malen minder dan dat. De sterrenwind heeft een eindsnelheid rond de 2000 kilometer per seconde.

## Bekende type O hoofdreekssterren
- Theta Muscae is een dubbelster bestaand uit drie sterren waarvan de type O hoofdreeksster het meeste zichtbare licht produceert.
- 9 Sagittarii is een spectroscopische dubbelster bestaand uit een type O3,5V en een O5,5V, samen is dit de meest lichtsterke ster in de Lagunenevel.
- Alniyat, een type O9,5V ster.
- Theta1 Orionis C is de felste ster in het Trapezium in de Orionnevel, een O6V ster met een zwakkere spectroscopische begeleider.
- Zeta Ophiuchi, een O9,5V ster, met een schijnbare magnitude van 2,57, de op twee na felste ster in het sterrenbeeld Slangendrager.
- Alnitak Aa, de helderste ster van type O aan de nachtelijke hemel.
- WR 102, wordt verondersteld de heetste ster in het bekende universum te zijn.